# Абрауская тюлька
Абрауская тюлька, или абрауская сарделька (лат. Clupeonella abrau), — вид лучепёрых рыб семейства сельдевых (Clupeidae). Впервые описана советским ихтиологом Малятским С. М. в 1930 году под именем Harengula abrau. Впоследствии отнесена к роду Clupeonella.
Длина тела до 9,5 см, масса до 10 г, максимальная продолжительность жизни 2 года. Питаются мелкими ракообразными.
Половой зрелости достигают в возрасте одного года при длине тела 3,5—4,5 см. Нерестится в мае — октябре. Плодовитость до тридцати тысяч икринок. Икра пелагическая. Развитие икры происходит довольно быстро, личинки вылупляются уже через 12 часов.
Обитает в пресноводном озере Абрау к западу от Новороссийска. Была многочисленной до середины 1990-х годов. После вселения в озеро 18 ненативных видов и снижения уровня из-за забора воды численность тюльки резко снизилась. В ходе экспедиции 2006 года в озере отмечено всего несколько особей. В результате экспедиции 2019 г. сотрудниками ИБВВ РАН и ИПЭЭ РАН было отловлено несколько особей абраусской тюльки и отсеквенирован их митогеном, показавший идентичность с музейными образцами. Выдерживать конкуренцию тюльки с другими населяющими озеро видами (в первую очередь судака), по-видимому, позволяет очень быстрое развитие икринок, стайный образ жизни и сложные вертикальные миграции, когда основную часть суток рыба находится в придонном слое воды, где она менее доступна для хищников
В озере Улубат в Турции обитает близкий вид Clupeonella muhlisi, рассматривавшийся ранее как синоним абрауской тюльки.